# Barleria grandicalyx
Barleria grandicalyx är en akantusväxtart som beskrevs av Gustav Lindau. Barleria grandicalyx ingår i släktet Barleria och familjen akantusväxter. Inga underarter finns listade i Catalogue of Life.